# Karl Shuker
Karl P. N. Shuker (1959. december 9. –) brit zoológus és költő. Teljes munkaidejében szabadúszó íróként, és szaktanácsadóként működik, szakterülete a kriptozoológia, ahol nemzetközileg elismert. Rendszeresen utazik világszerte, és gyakori szereplője a televíziónak és rádiónak.
Zoológia diplomáját a Leedsi Egyetemen, állattan és összehasonlító élettan diplomáit a Birminghami Egyetemen szerezte. Tagja számos tudományos társaságnak. Shuker szerzője több száz cikknek, és 16 könyvnek. Írásaiból és kutatásaiból kiderül, Shuker volt az első kriptozoológus, aki felhívta a széles körű nyilvánosság figyelmét a tekintélyes számú kriptidre, ami korábban alig volt ismert. Ő a tanácsadója a Guinness Rekordok Könyve. Róla nevezték el a Loricifera, Pliciloricus shukeri fajokat is.

## Könyvek
- Mystery Cats of the World (1989), Robert Hale, ISBN 0-7090-3706-6
- Extraordinary Animals Worldwide (1991), Robert Hale, ISBN 0-7090-4421-6
- The Lost Ark: New and Rediscovered Animals of the 20th Century (1993), HarperCollins, ISBN 0-00-219943-2
- Dragons – A Natural History (1995), Simon & Schuster, ISBN 0-684-81443-9; (2006), Taschen
- In Search of Prehistoric Survivors (1995), Blandford, ISBN 0-7137-2469-2
- The Unexplained (1996), Carlton Books, ISBN 1-85868-186-3
- From Flying Toads To Snakes With Wings (1997), Llewellyn, ISBN 1-56718-673-4
- Mysteries of Planet Earth (1999), Carlton Books, ISBN 1-85868-679-2
- The Hidden Powers of Animals, (2001), Reader's Digest, ISBN 0-7621-0328-0
- The New Zoo: New and Rediscovered Animals of the Twentieth Century (2002), House of Stratus, ISBN 1-84232-561-2
- The Beasts That Hide From Man (2003), Paraview, ISBN 1-931044-64-3
- Extraordinary Animals Revisited (2007) CFZ Press,  helytelen ISBN kód: 1-905723-17-1
- Dr Shuker's Casebook (2008) CFZ Press,  helytelen ISBN kód: 1-905723-33-1
- Dinosaurs and Other Prehistoric Animals on Stamps: A Worldwide Catalogue (2008) CFZ Press, ISBN 1-905723-34-2
- Star Steeds and Other Dreams: The Collected Poems (2009) CFZ Press, ISBN 978-1-905723-40-9
- Karl Shuker's Alien Zoo: From the Pages of Fortean Times (2010) CFZ Press, ISBN 978-1-905723-62-1

## Szaktanácsadó/Közreműködő
- Man and Beast (1993)
- Secrets of the Natural World (1993)
- Almanac of the Uncanny (1995)
- The Guinness Book of Records/Guinness World Records (1997–Present Day)
- Mysteries of the Deep (1998)
- Guinness Amazing Future (1999)
- The Earth (2000)
- Monsters (2001)
- Chambers Dictionary of the Unexplained (2007)
- Chambers Myths and Mysteries (2008)
- The Fortean Times Paranormal Handbook (2009)

## Magyarul
- Noé elveszett bárkája. A XX. század új és újra felfedezett állatai; előszó Gerald Durrell, ford. Cserna György; Alexandra, Pécs, 1996
- Titokzatos jelenségek világatlasza. A világ természeti és paranormális rejtélyeinek képes kalauza; Officina Nova–Magyar Könyvklub, Bp., 1998
- Rejtett képességek. Az állatvilág csodái; ford. Nagyfejeő Rita; Panoráma, Bp., 2004
- Sárkányok természetrajza; előszó Desmond Morris, ford. Lakatos Márk et al.; Athenaeum 2000, Bp., 2007